# Tawangsari (Teras)
Tawangsari is een bestuurslaag in het regentschap Boyolali van de provincie Midden-Java, Indonesië. Tawangsari telt 2711 inwoners (volkstelling 2010).